# Mark Weston (athlète)
Mark Weston, né le 30 mars 1905 et mort le 29 janvier 1978, surnommé « the Devonshire Wonder », a été l'un des meilleurs athlètes britanniques en tant que femme, sous le nom de Mary Louise Edith Weston, dans les années 1920.

## Palmarès
Weston était champion national catégorie femmes du lancer du javelot et du lancer de disque en 1929, et a remporté le titre du lancer du poids en 1925, 1928 et 1929. Aux jeux mondiaux féminins de 1926, Weston a terminé sixième dans la catégorie lancer du poids à deux mains, où le résultat final était une somme de deux lancers francs avec la main droite et avec la main gauche.

## Biographie

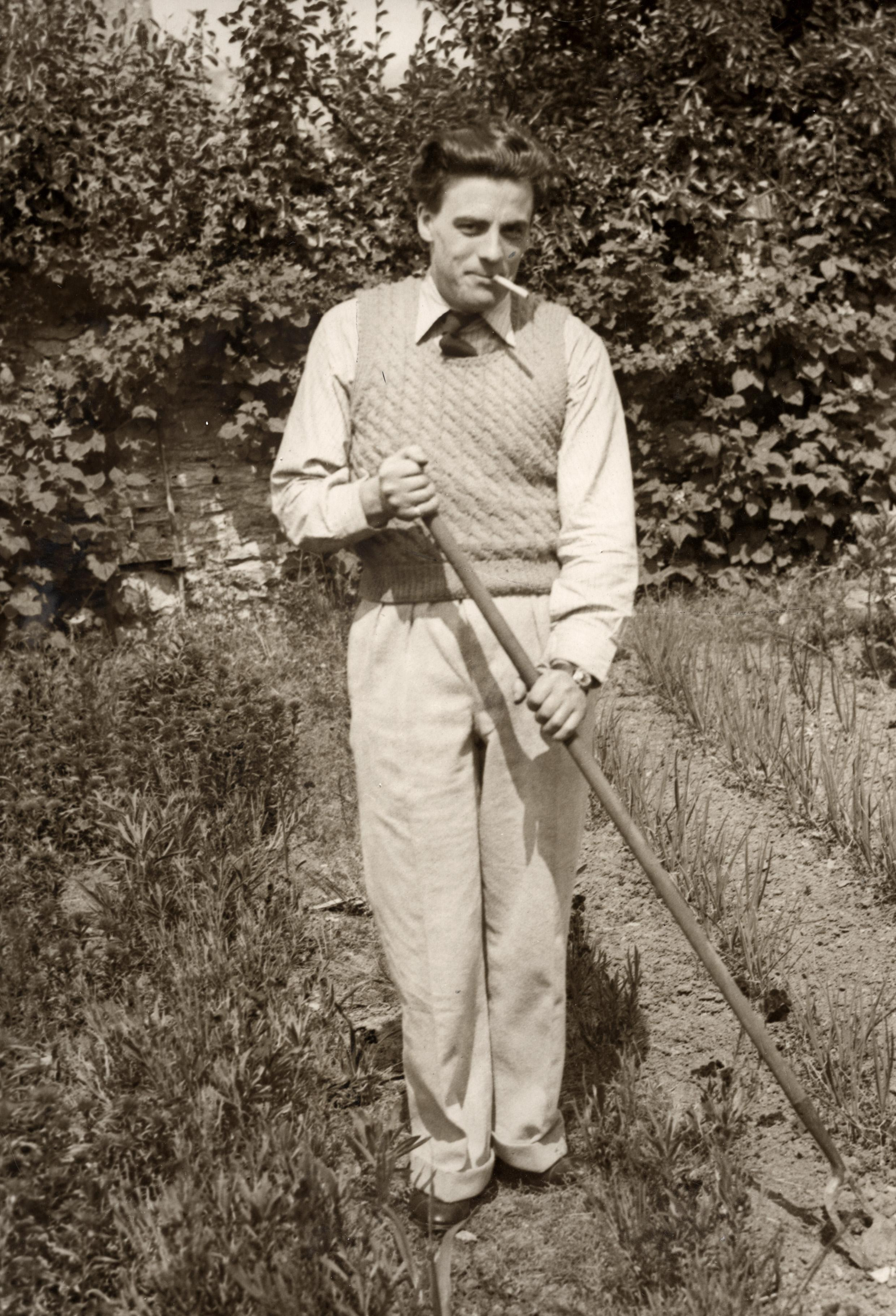
Weston en 1936 après les opérations de changement de genre.

Assigné comme fille à la naissance en raison d'une intersexuation, Weston a été élevé comme telle. En avril–mai 1936, il a subi une série d'opérations de changement de genre à l'hôpital Charing Cross (en). Après avoir modifié son prénom en Mark, l'athlète s'est retiré des compétitions et a par la suite travaillé en tant que masseur,,.
En juillet 1936, Weston s'est marié avec Alberta Mathilda Bray et ils ont eu trois enfants. Par la suite, son frère aîné Harry a aussi changé de genre et de nom dans les années 1930. Harry s'est pendu au cours d'une dépression en 1942. Mark Weston est mort à l'hôpital Freddom Fields (en) de Plymouth en 1978.

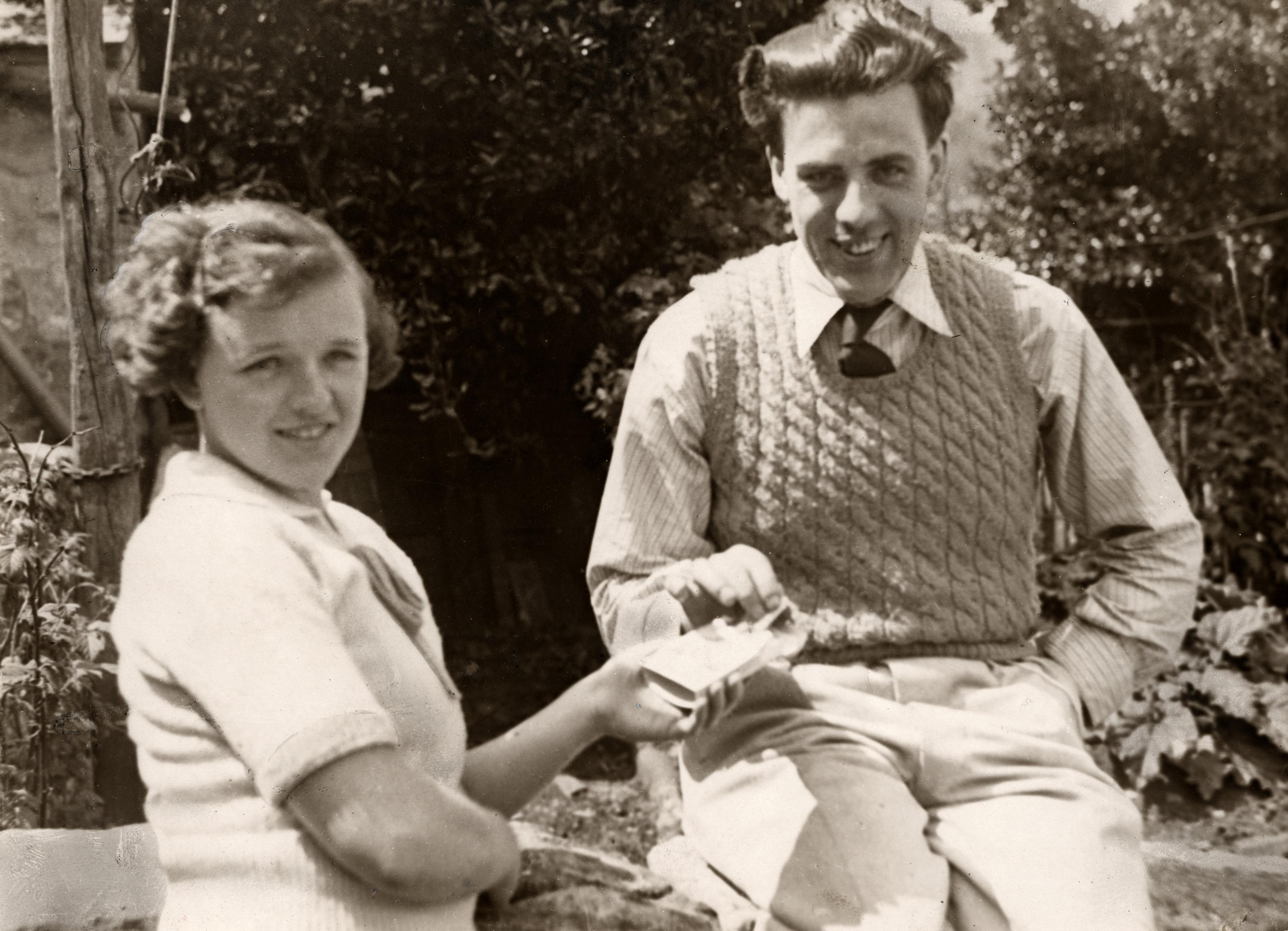
Weston avec Alberta Bray en 1936.